# Margaret Truman Daniel
Margaret Truman Daniel, kendt som Margaret Truman gennem stor del af livet, født Mary Margaret Truman (født 17. februar 1924, død 29. januar 2008) var en amerikansk sanger som blev en fremgangsrig forfatter. Hun var præsident Harry S. Truman og hans kone Bess Truman eneste barn.
Hun blev født i Independence, Missouri og døbt Mary Margaret Truman. Hun er opkaldt efter sin tante Mary Jane Truman og hendes mormor Margaret Gates Wallace.